# Hasta que la boda nos separe
Hasta que la boda nos separe es una película española de comedia romántica de 2020 dirigida por Dani de la Orden, es a su vez un remake de «Jour J» de Reem Kherici. Está protagonizada por Belén Cuesta, Álex García y Silvia Alonso en los papeles principales y con el apoyo de Adrián Lastra, Antonio Dechent, Gracia Olayo, Mariam Hernández, Salva Reina y Leo Harlem.

## Sinopsis
Marina es una treintañera que se gana la vida organizando bodas. A diferencia de sus clientes, ella disfruta de una vida sin ataduras ni compromisos, hasta que una noche conoce a Carlos, un affaire más para ella y un momento de debilidad para él, ya que tiene novia: Alexia, una joven perfecta y conocida de la infancia de Marina. Cuando Alexia descubre la tarjeta de visita de Marina entre las cosas de Carlos, lo interpreta como una propuesta de matrimonio y dice que sí de inmediato. A partir de ese momento, Marina deberá organizar la boda de su enemiga de la infancia junto al chico del que se está enamorando, debiendo mudarse a la casa del padre de ella en Canarias, donde será el convite.

## Reparto
- Belén Cuesta como Marina
  - Iratxe Emparan como Marina de niña
- Álex García como Carlos
- Silvia Alonso como Alexia
  - Roberta Fauteck como Alexia de niña
- Antonio Dechent como Arturo
- Mariam Hernández como Irene
- Adrián Lastra como Ben
- Gracia Olayo como Lourdes
- Salva Reina como el capitán del barco
- Ricardo Castella como Ernesto
- Jorge Ponce como Paul
- Ernesto Sevilla como el padre de Marina
- Leo Harlem como Don Emilio
- Juana Cordero como Sor Tomasa
- Andrés Quesada como Andrés
- Malena Alterio como la chef del restaurante
- Antonio Resines como el padrino de la primera boda
- Jordi Sánchez como el representante artístico
- Carolina Durante como ellos mismos

## Producción
La película se anunció a principios de 2019 como una adaptación de la comedia romántica francesa Jour J, coincidiendo con el inicio del rodaje. Dani de la Orden dirige la cinta, con Olatz Arroyo, Marta Sánchez y Eric Navarro como guionistas de la producción, cuyo rodaje transcurrió por diversas localizaciones de Tenerife y Madrid.
Belén Cuesta encarna a la protagonista, una planificadora de bodas que se va a encontrar con un cliente muy especial, al que da vida Álex García. La actriz Silvia Alonso completa el triángulo amoroso de esta historia de enredos, que también cuenta en su reparto con Mariam Hernández, Gracia Olayo, Adrián Lastra, Antonio Dechent, Salva Reina, Leo Harlem, Antonio Resines y Malena Alterio.
La película es una producción de Atresmedia Cine y Álamo Producciones Audiovisuales con la participación de Movistar+ y Orange. 

## Lanzamiento
La película tuvo su estreno comercial en cines el 14 de febrero de 2020, coincidiendo con el Día de San Valentín, con la distribución de A contracorriente Films. Durante sus primeras semanas en cartelera, obtuvo muy buenos resultados de recaudación, pese a que estuvo en las semanas previas a la pandemia de COVID-19, por lo que cerró su ciclo en cines con 2 726 227€ en España.